# Oudengels

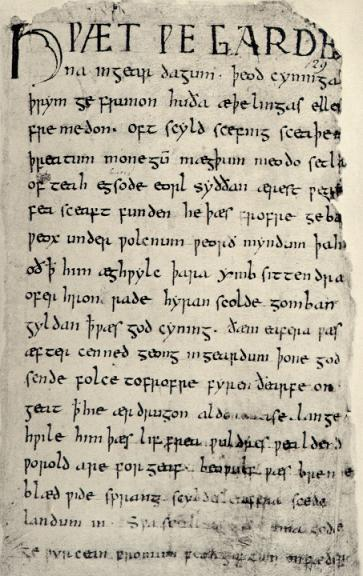
Eerste pagina van Beowulf

Oudengels (ook wel bekend als Angelsaksisch of Ænglisc) is een vroege vorm van de Engelse taal die werd gesproken in delen van wat nu Engeland en Zuid-Schotland is, tussen het midden van de vijfde eeuw en het midden van de twaalfde eeuw.
Oudengels is een Ingveoonse taal, een subgroep van de West-Germaanse talen. Het valt onder dezelfde taalgroep als Oudsaksisch en Oudfries. Het is ook vrij gelijkend aan Oudnoords (en aan modern IJslands). Anders dan modern Engels is Oudengels een taal rijk aan morfologische diversiteit en wordt het in principe zo gespeld als het wordt uitgesproken, dat wil zeggen, de orthografie was relatief consequent, alhoewel niet vastgelegd. Fonologisch bezat het Oudengels een aantal fonemen die in latere stadia verloren gingen, zoals de /y:/ en de /ç/. Er bestond ook, zoals in het modern Engels nog het geval is, regionale kleuring.
Het Oudengels bezat vijf naamvallen; het feit dat hedendaags Engels er nog slechts drie heeft, wijst op een sterk morfologisch verval dat het gevolg was van grote vermenging met Normandisch Frans na de Slag bij Hastings in 1066 – gemakshalve neemt men dit jaar weleens als grenspunt tussen Oud- en Middelengels. Een verder gevolg van de Normandische invasie was de verregaande romanisering van het Engels. Tot die tijd was Engeland veelal op Noordwest-Europa georiënteerd. Na de invasie werd het betrokken in de continentaal-Europese cultuur. Daardoor onderging het Engels in latere eeuwen een grote invloed van het Frans. Het modern Engels heeft een woordenschat die voor iets minder dan de helft uit romaanse woorden bestaat. In het Oudengels ontbreekt die invloed: het is een volledig Germaanse taal, met Oudnoordse invloeden door contact met de Vikingen.
In feite bestond het Oudengels uit een continuüm van dialecten; de meeste bewaard gebleven bronnen zijn in het Northumbrisch en het Wessex-dialect. Van bijvoorbeeld het Kents is weinig bewaard.

## Oudengelse literatuur
Enkele van de belangrijkste overgebleven werken van de Oudengelse literatuur zijn Beowulf, een episch gedicht; de Angelsaksische kroniek, een onder koning Alfred de Grote begonnen kroniek van de vroege Engelse geschiedenis, en Caedmon's Hymn, een christelijk religieus gedicht. Naast de Angelsaksische Kroniek zijn er ook nog andere prozawerken zoals preken en heiligenlevens, Bijbelvertalingen en vertaalde Latijnse werken van de vroege kerkvaders, juridische documenten zoals testamenten, en praktische werken over grammatica, geneeskunde en geografie. Bijna alle Angelsaksische auteurs zijn anoniem, met een paar uitzonderingen, zoals Beda en Caedmon.
Een aanzienlijk aantal manuscripten van Angelsaksische literatuur is bewaard gebleven in het Exeter Book, het Vercelli Book en het Junius-manuscript.